# Глюзи
Глюзи (пол. Gluzy) — село в Польщі, у гміні Віслиця Буського повіту Свентокшиського воєводства.
Населення — 146 осіб (2011).
У 1975-1998 роках село належало до Келецького воєводства.

## Демографія
Демографічна структура на день 31 березня 2011 року:
|          | Загалом | Допрацездатний вік | Працездатний вік | Постпрацездатний вік |
| -------- | ------- | ------------------ | ---------------- | -------------------- |
| Чоловіки | 73      | 15                 | 45               | 13                   |
| Жінки    | 73      | 12                 | 37               | 24                   |
| Разом    | 146     | 27                 | 82               | 37                   |